# Owczarek wschodnioeuropejski
Owczarek wschodnioeuropejski (VEO, ros. Восточноевропейская овчарка) – rasa psa nieuznana przez FCI, powstała w ZSRR w latach 40 XX w.
Rasa uznana przez Rosyjską Federację Kynologiczną, reprezentującą Rosję w FCI. Podlega próbom pracy.

## Rys historyczny
W 1904 roku sprowadzono z Niemiec pierwsze osobniki psów rasy owczarek niemiecki, na bazie których rozpoczęto hodowlę. Dążono do uzyskania dobrego psa użytkowego, zdolnego do pracy w trudnych warunkach klimatycznych, do czego nie nadawały się owczarki niemieckie. W tym celu wykorzystano psy importowane oraz miejscowe, o pożądanym fenotypie.
Początkowo wykorzystywane w charakterze psów - sanitariuszy, w 1907 roku zaczęły być używane w charakterze psów służbowych. Rasa szybko stała się jedną z wiodących w kraju, wykorzystywanych w wojsku, straży granicznej i organach MWD oraz gospodarce narodowej. Podczas II wojny światowej, sprawdziła się m.in. w charakterze psów wartowniczych, przeciwpancernych i sabotażowych.
Pierwszy wzorzec został zatwierdzony w 1955 roku. Po zakończeniu II wojny światowej, VEO zyskały popularność również jako psy stróżujące, pasterskie, towarzyszące oraz przewodniki osób niewidomych.
W 2002 Rosyjska Federacja Kynologiczna zatwierdziła wzorzec rasy.

## Pokrój
Owczarek wschodnioeuropejski to pies o mocnej lub mocnej-suchej budowie, dobrym umięśnieniu i mocnym, ale nie grubym kośćcu. Wykazuje wyraźny dymorfizm płciowy. Samce są większe i masywniejsze od suk.
Szata jest gęsta, twarda, średniej długości. Podszerstek dobrze rozwinięty, gęsty i miękki. Umaszczeniami występującymi w rasie są czaprakowe, podpalane czarno-szare i czarno-płowe, czarne oraz wilczaste z zabarwieniem szarym lub płowym.

## Temperament i charakter
Owczarek wschodnioeuropejski to pies aktywny, zrównoważony, pojętny i odważny. Nieufny w stosunku do obcych, czujny, z dobrze wyrażoną, aktywną reakcją obronną. Z uwagi na silny charakter oraz duże pokłady energii, rasa wymaga przynajmniej podstawowego wyszkolenia z zakresu posłuszeństwa, a wielu jej przedstawicieli także dużej ilości codziennego wysiłku fizycznego i psychicznego.
VEO to pies inteligentny i odpowiedni do wszechstronnego użytkowania, może być z powodzeniem wykorzystywany jako pies służbowy, stróżujący, pies ratowniczy, pies przewodnik. Rasa jest również popularna w psich sportach. Z powodzeniem występuje w rosyjskich dyscyplinach krajowych (OKD, ZKS, ringu rosyjskim), i międzynarodowych.